# Janet Evans
Janet Beth Evans (Fullerton, 28 agosto 1971) è un'ex nuotatrice statunitense.

## Biografia
Nata a Fullerton, in California, la Evans iniziò il nuoto agonistico fin da bambina. All'età di 11 anni stabilivà già dei record nazionali di categoria sulle distanze più lunghe. Nel 1987, migliorò i record del mondo nei 400, 800 e 1.500 metri stile libero. Dopo aver ottenuto un posto nella squadra olimpica statunitense per Seul 1988, vinse tre medaglie d'oro in quell'edizione delle Olimpiadi, migliorando nuovamente il record del mondo dei 400 m stile libero. Da quel momento e fino alla fine della carriera si trovò essenzialmente a competere con la se stessa più giovane, con sempre minor successo.
La Evans vinse un'altra medaglia d'oro alle Olimpiadi estive del 1992 a Barcellona, dopo di che i suoi tempi, per quanto sufficientemente buoni da farle ottenere un posto in squadra alle Olimpiadi del 1996, non erano più da medaglia. La sua sconfitta ad Atlanta contro l'irlandese Michelle Smith, fu la sua ultima apparizione in una gara agonistica.
La Evans si distinse per la sua bracciata asimmetrica poco ortodossa, e per la sua apparentemente inesauribile riserva cardiorespiratoria. Di corporatura snella e di bassa statura, si trovò più di una volta a competere e vincere contro atlete più grosse e potenti, alcune delle quali, si scoprì in seguito, avevano fatto uso di sostanze dopanti.
È stata detentrice, per quasi un ventennio, del record del mondo negli 800 m stile libero stabilito il 20 agosto 1989 a Tokyo e battuto il 16 agosto 2008 dall'inglese Rebecca Adlington in occasione dei giochi olimpici di Pechino. Si tratta del record mondiale nel nuoto più longevo in assoluto.
Nel 2001 è stata inserita nella International Swimming Hall of Fame, la Hall of Fame internazionale del nuoto.

## Palmarès
- Olimpiadi

Seoul 1988: oro nei 400 m e 800 m sl e 400 m misti.
Barcellona 1992: oro negli 800 m sl e argento nei 400 m sl.
- Mondiali

1991 - Perth: oro nei 400 m e 800 m sl, argento nei 200 m sl.
1994 - Roma: oro negli 800 m sl e bronzo nella staffetta 4x200 m sl.
- Mondiali di nuoto in vasca corta

1993- Palma di Majorca: oro nei 400 m e 800 m sl e bronzo nella staffetta 4x200 m sl.
- Campionati panpacifici

1987 - Brisbane: oro nei 400 m sl e 400 m misti, argento negli 800 m sl.
1989 - Tokyo: oro nei 400 m sl, 800 m sl, 400 m misti e nella staffetta 4x200 m sl.
1991 - Edmonton: oro nei 400 m sl, 800 m sl e nella staffetta 4x200 m sl, argento nei 200 m sl.
1993 - Kōbe: oro nei 400 m sl, 800 m sl e nella staffetta 4x200 m sl.

## Riconoscimenti
- World Swimmer of the Year: 1987, 1989, 1990
- American Swimmer of the Year: 1987, 1988, 1989, 1990, 1991